# Monoton talföljd
En monoton talföljd {\displaystyle a_{1},a_{2},a_{3},\dots } är en följd av tal sådan att {\displaystyle a_{n+1}-a_{n}} alltid har samma tecken eller är noll.
Detta innebär
1. {\displaystyle a_{1}\leq a_{2}\leq \dots \leq a_{n}}
2. {\displaystyle a_{1}\geq a_{2}\geq \dots \geq a_{n}}

Ett specialfall är den strängt monotona talföljden, där inget element får vara lika stort som sin föregångare. Det vill säga
1. {\displaystyle a_{1}<a_{2}<\dots <a_{n}}
2. {\displaystyle a_{2}>a_{2}>\dots >a_{n}}

Monotona talföljder används bland annat till att formulera Dinis sats.